# Pharmaceutical Development and Technology
Pharmaceutical Development and Technology, abgekürzt Pharm. Dev. Technol., ist eine wissenschaftliche Fachzeitschrift, die vom Taylor & Francis-Verlag veröffentlicht wird. Die Zeitschrift erscheint mit sechs Ausgaben im Jahr. Es werden Arbeiten veröffentlicht, die sich mit der Arzneimittelfreisetzung beschäftigen.
Der Impact Factor lag im Jahr 2014 bei 1,202. Nach der Statistik des ISI Web of Knowledge wird das Journal mit diesem Impact Factor in der Kategorie Pharmakologie und Pharmazie an 205. Stelle von 254 Zeitschriften geführt.